# Corps législatif de la République batave
Le Corps législatif de la République batave (en néerlandais Wetgevend Lichaam est le nom porté par le Parlement néerlandais entre 1801 et 1806. Il s'agit de l'organe législatif de la Régence d'État (1801-1805) et du grand-pensionnat de Schimmelpenninck (1805-1806).

## Sous la Régence d'État
le Corps législatif comporte une seule chambre réunissant 35 membres, chargés de voter les lois soumises par la Régence.

## Sous Schimmelpenninck
Il est composé de 19 membres élus par les départements, sur proposition du grand-pensionnaire.